# 柳滕卡
50°12′24″N 34°1′46″E / 50.20667°N 34.02944°E

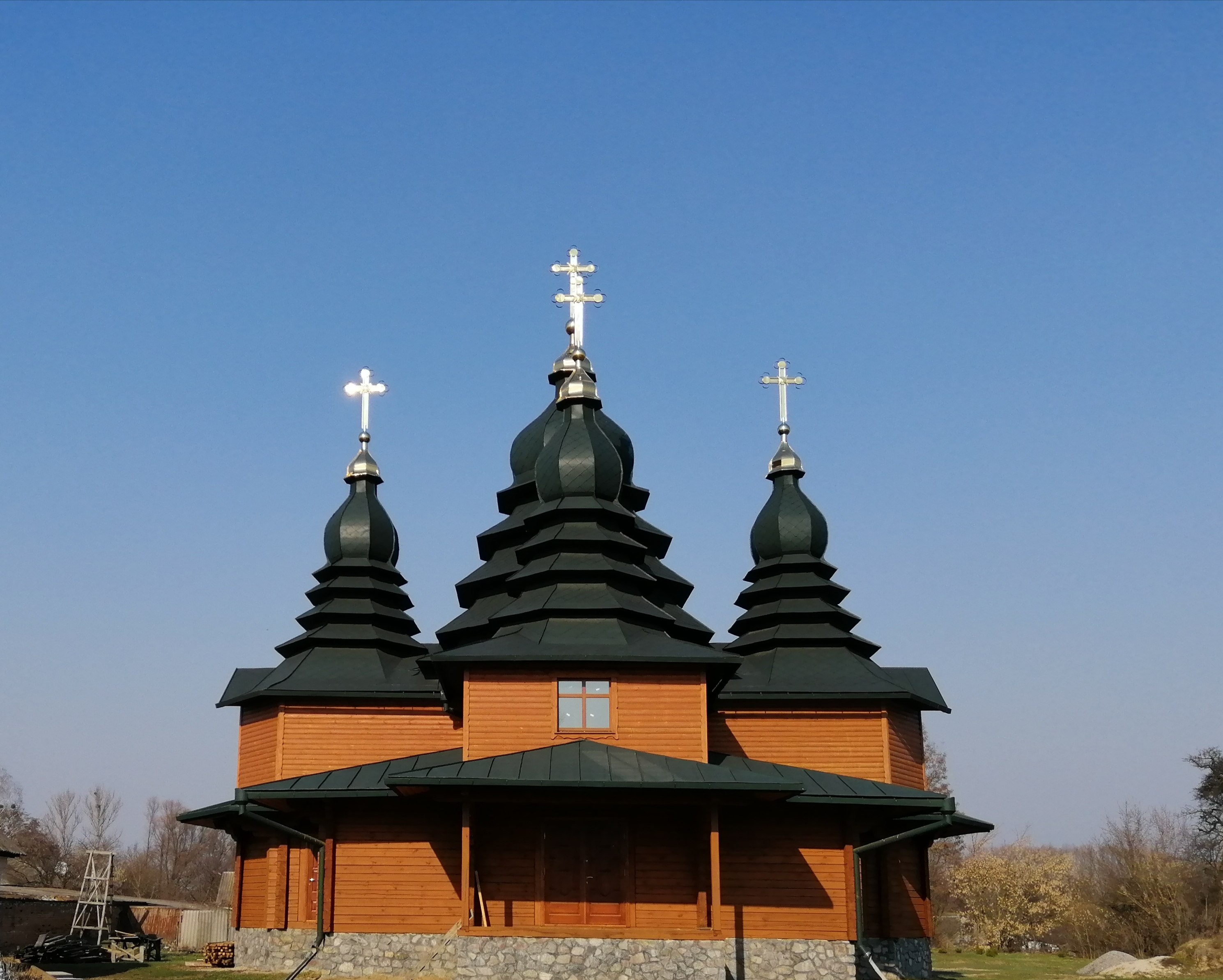
教堂

柳滕卡（烏克蘭語：Лютенька），是烏克蘭中部波爾塔瓦州米爾霍羅德區柳滕卡市镇内的村落及其行政中心。處於柳滕卡河畔，距離尤里列夫卡7.5公里，始建於1590年，面積17.84平方公里，海拔高度99米，2001年人口3,665。